# Ulrika Aspeflo
Ulrika Aspeflo, född oktober 1965, är en svensk logoped, specialpedagog, författare och föreläsare med inriktning på att stödja barn och vuxna med autism.